# Magnúss saga lagabœtis

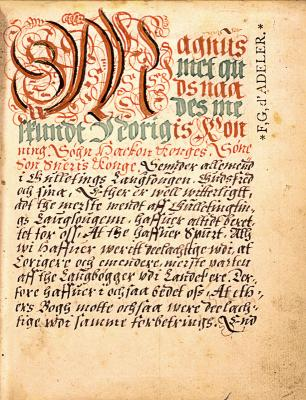
Detalle de una página de Magnúss saga lagabœtis

Magnúss saga lagabœtis es una de las sagas reales escrita en nórdico antiguo; trata sobre la vida y reinado de Magnus VI de Noruega. De la obra solo han sobrevivido algunos fragmentos.
La saga fue escrita por el caudillo y también historiador islandés Sturla Þórðarson. Sturla visitó Noruega en 1278 y se supone que inició el trabajo sobre la saga a requerimiento del mismo rey Magnus. Anteriormente Sturla se había encargado de escribir la saga sobre el padre de Magnus, Hákonar saga Hákonarsonar. Existen indicios que la narrativa continuó hasta la muerte del rey Magnus, lo que significa que siguió escribiéndose desde Islandia, finalizando en algún momento entre 1280 (año de la muerte de Magnus) y 1284 (año de la muerte de Sturla).
Solo ha llegado una hoja de manuscrito original, de una copia del siglo XIV. Por otro lado, algunos pasajes fueron copiados en anales islandeses y gracias a eso llegó el redactado hasta nuestros tiempos. 
Los fragmentos nos muestran algunos destellos de narrativa realista, escrita en orden cronológico, una reminiscencia de los trabajos de Sturla en Hákonar saga Hákonarsonar. No se sabe si la narración comenzó con la entronación de Magnus tras la muerte de su padre, continuando así la narrativa de Hákonar saga Hákonarsonar, o si se inició con el nacimiento de Magnus, ya que la primera parte de la saga no se ha conservado.
Magnúss saga lagabœtis fue una de las últimas sagas reales que fueron escritas y el rey Magnus el último monarca que tuvo una saga propia.